# Lupinus bryoides
Lupinus bryoides är en ärtväxtart som beskrevs av Charles Piper Smith. Lupinus bryoides ingår i släktet lupiner, och familjen ärtväxter. Inga underarter finns listade i Catalogue of Life.